# Laniifera
Laniifera là một chi bướm đêm thuộc họ Crambidae.:184

## Các loài
- Laniifera cyclades (Druce, 1895)
- Laniifera rawlinsi Hayden, 2020